# Гошинце
Гошинце или Гошинци (на македонска литературна норма: Гошинце; на албански: Goshinca, Гошинца) е село в Северна Македония, в община Липково.

## География
Селото е разположено в западните поли на Скопска Църна гора. Северно от него са махалите Лукаре и Река.

## История
В края на XIX век Гошинце е албанско село в Кумановска каза на Османската империя. Според статистиката на Васил Кънчов („Македония. Етнография и статистика“) от 1900 година Гошинци е село, населявано от 280 жители арнаути мохамедани.
Според преброяването от 2002 година селото има 424 жители.
| Националност     | Всичко |
| северномакедонци | 0      |
| албанци          | 420    |
| турци            | 0      |
| роми             | 0      |
| власи            | 0      |
| сърби            | 0      |
| бошняци          | 1      |
| други            | 3      |